# 霍斯特·埃费尔茨
霍斯特·埃费尔茨（德語：Horst Effertz，1938年8月4日—），德国男子赛艇运动员。他曾代表德国联队参加1960年和1964年夏季奥林匹克运动会赛艇比赛，其中1960年奥运会获得一枚金牌。